# Remed

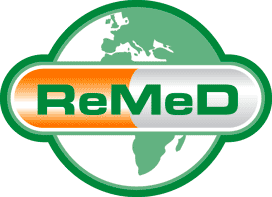

Remed (acronyme de Réseau Médicaments et Développement) est une association française de solidarité internationale (loi de 1901) reconnue d'intérêt général qui œuvre pour un meilleur accès à des médicaments de qualité dans les pays en développement. Parce que le médicament n'est pas une marchandise banale mais un véritable produit de santé publique, ReMeD travaille avec un large réseau de professionnels, en particulier en Afrique francophone, afin d’améliorer la disponibilité, l’accessibilité, la qualité et le bon usage du médicament, à travers l’échange d’informations, la formation et la sensibilisation.

## Histoire
- 1983 : création d'un réseau de coopération pharmaceutique
- 1993 : constitution du réseau en association
- 1994 : appui à la mise en œuvre de politiques pharmaceutiques nationales dans les états africains
- 1995 : concours et campagne de sensibilisation à l'usage des médicaments essentiels génériques en Afrique
- depuis 2000 : campagne européenne de sensibilisation aux bonnes pratiques de dons de médicaments
- depuis 2002 : concours et campagne de sensibilisation des populations d'Afrique aux dangers du marché illicite des médicaments
- 2008 : tour de France d'accompagnement des acteurs de la solidarité internationale à l'arrêt de l'envoi des médicaments non utilisés (MNU) à des fins humanitaires

## Actions
L’action de ReMeD se structure autour des missions suivantes :
- une mission de mise en lien et de partage d’informations entre les acteurs de santé publique au Nord comme au Sud à travers le site internet de ReMeD, le forum E-Med qui rassemble près de 1500 membres, les publications et l’organisation de rencontres et débats.
- une mission de transmission des bonnes pratiques entre les acteurs de santé à travers la formation.
- une mission d’alerte, de sensibilisation et d’interpellation auprès des pouvoirs publics et la société civile via des actions de plaidoyer et des campagnes de communication ciblée.
- une mission de conduite de projet d’aide au développement s’inscrivant dans une démarche partenariale avec les acteurs de la santé.

C'est en s'appuyant sur un réseau de partenaires, institutionnels et professionnels, au Sud comme au Nord que l'ensemble de ces missions sont mises en œuvre.

## Sources
Informations et données issues du site officiel de ReMeD :
- Site officiel de ReMeD